# Pierreville, Manche
Pierreville är en kommun i departementet Manche i regionen Normandie i norra Frankrike. Kommunen ligger i kantonen Les Pieux som tillhör arrondissementet Cherbourg. År 2022 hade Pierreville 759 invånare.

## Befolkningsutveckling
Antalet invånare i kommunen Pierreville
| Referens: INSEE |